# 트와족
트와족(Twa, Batwa)은 중앙 아프리카의 아프리카 대호수 주변 열대우림에 거주하는 부족이다. 후투족이나 투치족보다도 먼저 이지역에 거주한 선주민으로 피그미족에 가까운 혈통이다. 평균신장이 1.5m에 불과할 정도로 작으며 농경의 후투족이나 목축의 투치족과 달리 이들은 채집과 사냥으로 경제활동을 영위해 나간다.
트와족의 총 인구는 약 80,000명으로 르완다, 부룬디, 우간다, 콩고 민주 공화국 등지에 분포되어 있다. 이들 국가에서 트와족은 소수민족의 위치를 차지한다. 최근의 후투족-투치족간 분쟁으로 르완다와 부룬디 양국에서 많은 트와족이 희생되기도 했다.

## 같이 보기
- 후투족
- 투치족
- 르완다 학살